# Jordan Ewert
Jordan Matthew Ewert (* 18. März 1997 in Antioch) ist ein US-amerikanischer Volleyballspieler.

## Karriere
Ewert begann seine Karriere an der Deer Valley High School in seiner Heimatstadt. Bei der U19-NORCECA-Meisterschaft 2014 wurde er als bester Annahmespieler ausgezeichnet. 2015 nahm er mit dem Nachwuchs der Vereinigten Staaten an der U19-Weltmeisterschaft in Argentinien teil. Bei der U21-NORCECA-Meisterschaft 2016 erhielt er eine Auszeichnung als bester Offensivspieler. Von 2016 bis 2019 studierte er an der Stanford University und spielte in der Universitätsmannschaft. Danach wechselte der Außenangreifer zum spanischen Verein Ushuaïa Ibiza Voley. 2020 wurde er vom deutschen Bundesligisten SVG Lüneburg verpflichtet.